# Mikojan-Gurevitj MiG-17
Mikojan-Gurevitj MiG-17, NATO-rapporteringsnamn "Fresco",  är ett enmotorigt jetflygplan som konstruerades av Mikojan-Gurevitj 1950–1952 och fanns ute på förband i Sovjetunionen 1953. Planet är mid- och pilvingat. Totalt tillverkades det i fem olika versioner, A till E. 
Utöver den sovjetiska produktionen, förekom tillverkning i Polen (LIM-5), Kina (Jian-5) och Tjeckoslovakien. 